# St. Benedikt (Gauting)

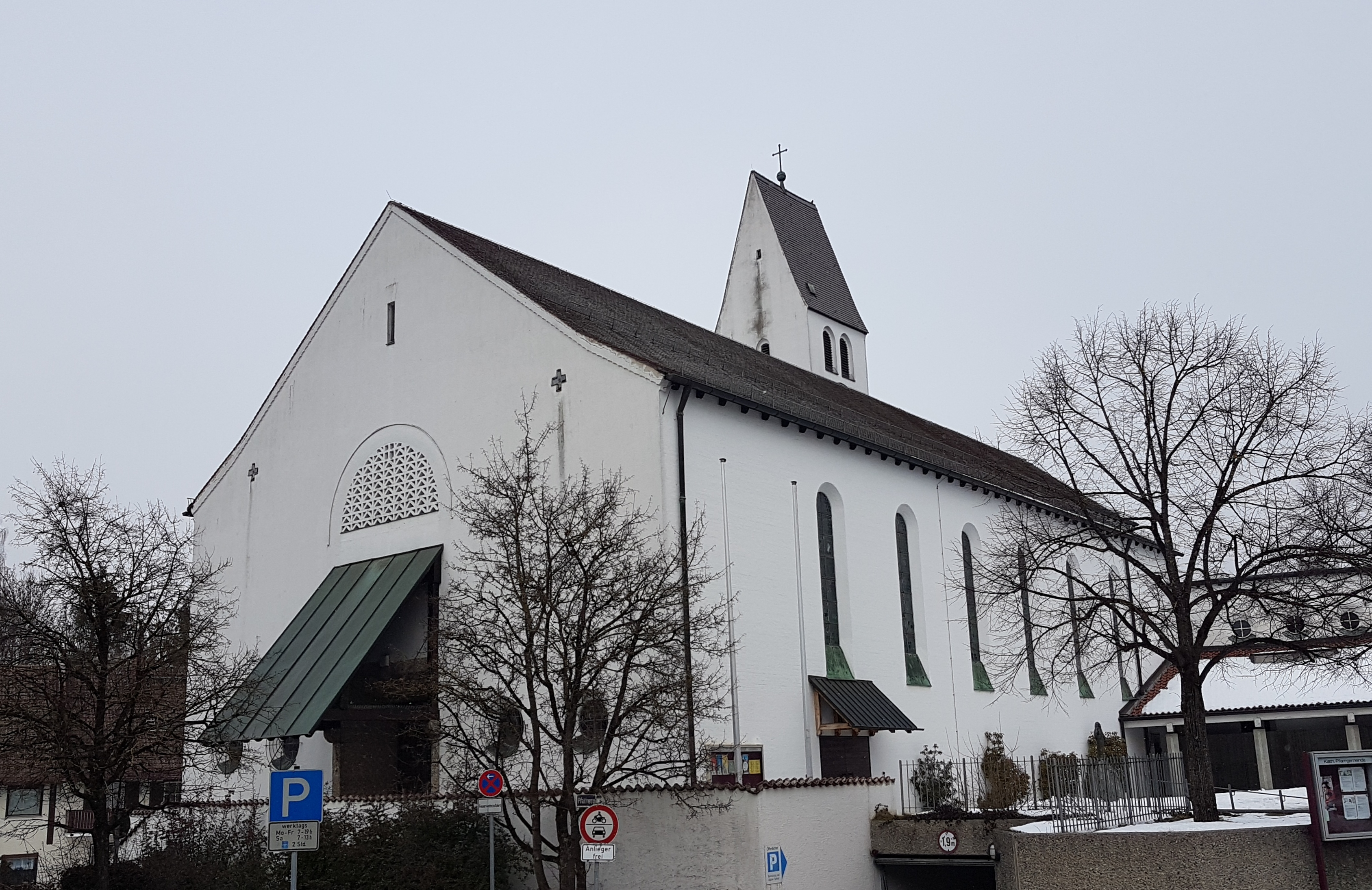
Pfarrkirche St. Benedikt

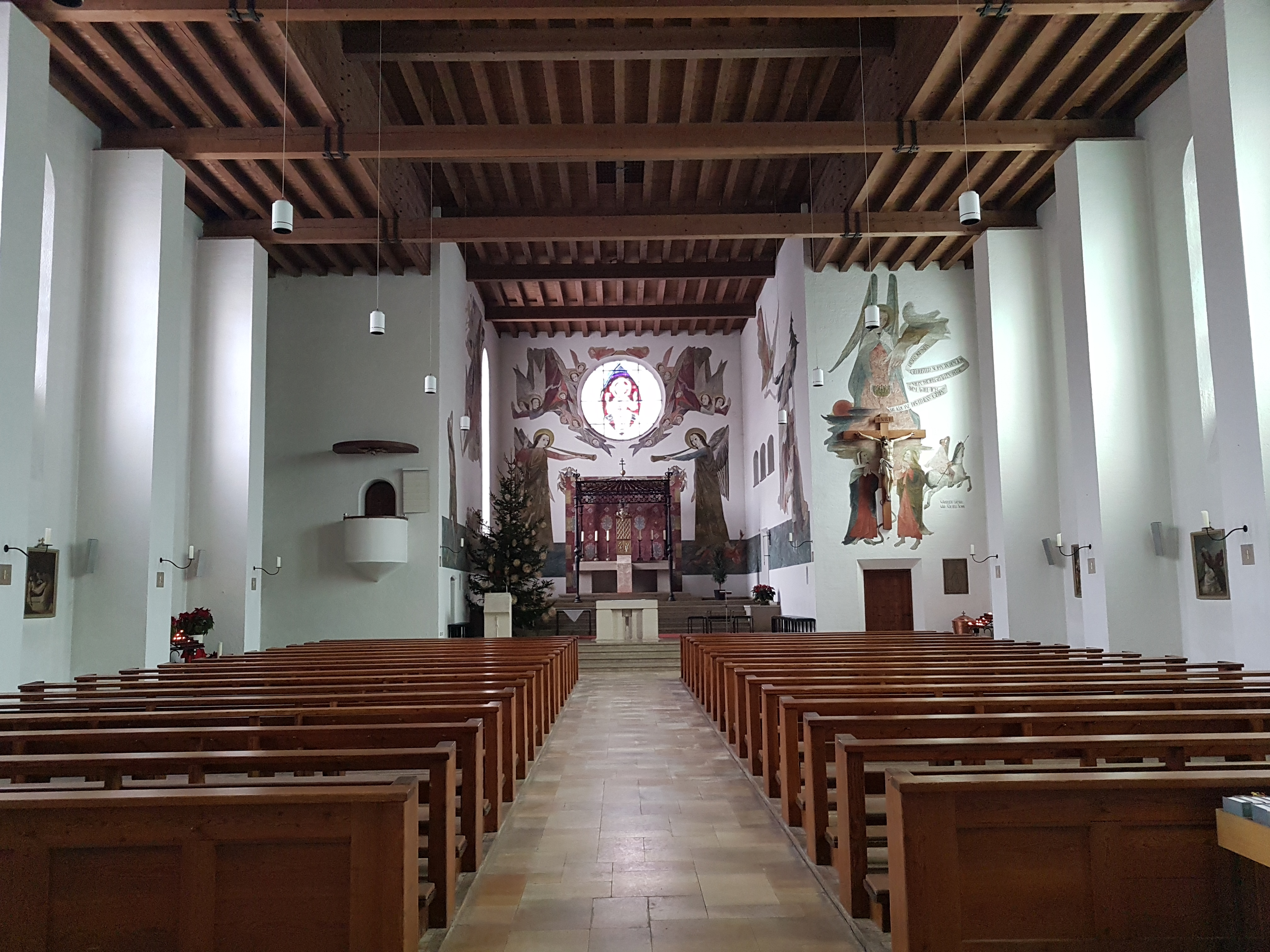
Innenraum

Die Pfarrkirche St. Benedikt in Gauting (zwischen München und Starnberg), im oberbayerischen Würmtal gelegen, ist ein Neubau von 1934/35 unter Beibehaltung des spätmittelalterlichen Kirchturms.

## Geschichte und Beschreibung
1315 wurden die Kirche und Pfarrei in Gauting zum ersten Mal erwähnt. Ende des 15. Jahrhunderts wurde das Gotteshaus im spätgotischen Stil erneuert. Im ersten Drittel des 20. Jahrhunderts wuchs die Bevölkerung Gautings stark an, so dass die alte Kirche schnell zu klein wurde. Durch den Architekten Georg Buchner wurde 1934–1935 eine große einfache Wandpfeilerkirche mit eingezogenem Chor, der einen geraden Schluss aufweist, errichtet. Dabei wurde der Satteldachturm des Vorgängerbaus mit einbezogen.
Die Kirche weist im Innern eine flache Holzleistendecke und überwiegend schmucklose Langhauswände auf. In einzelne Fenster wurden bemalte Glasfensterteile des gotischen Baus eingebunden, die um 1500 von den Fußberger Schlossherren gestiftet wurden. An den vorderen Langhausecken und im Chor befinden sich Wandfresken (vor 1940), die vom Gautinger Kunstmaler Hans Schellinger angefertigt wurden.
In der Kirche finden sich acht kleine Glasgemälde, gestiftet von den Hofmarksherren Pütrich (1500), Ligsalz (1510) und Weiler (1551), die wertvollsten von Jakob Kistenfeger.